# SN 2010Z
SN 2010Z – supernowa typu II odkryta 3 lutego 2010 roku w galaktyce NGC 2797. W momencie odkrycia miała maksymalną jasność 16,70m.